# Joseph Tommasi
Joseph Charles Tommasi (15 de abril de 1951 - 15 de agosto de 1975) foi um neonazista americano que fundou a Frente de Libertação Nacional Socialista. Ele defendia o extremismo e a guerrilha armada contra o governo dos Estados Unidos e o que ele chamou de "estrutura de poder judaica". Tommasi foi ironicamente apelidado de "Tomato Joe" por neonazistas rivais por causa de sua herança italiana.